# Italochrysa talaverae
Italochrysa talaverae is een insect uit de familie van de gaasvliegen (Chrysopidae), die tot de orde netvleugeligen (Neuroptera) behoort. 
Italochrysa talaverae is voor het eerst wetenschappelijk beschreven door Navás in 1928.